# Frank Montgomery
Pour les articles homonymes, voir Montgomery.
Frank Montgomery (né Frank Edward Montgomery) est un réalisateur, scénariste et acteur américain, né le 14 juin 1870 à Petrolia (Pennsylvanie) et mort le 18 juillet 1944 des suites d'une longue maladie à Hollywood (Californie).
Il épouse une première fois Mona Darkfeather, dont il divorça en 1928. Il se marie une seconde fois avec elle en 1937 jusqu'en 1944, date de sa mort.

## Filmographie

### Comme réalisateur
- 1911 : The Outlaw and the Female Detective
- 1911 : White Fawn's Peril
- 1911 : A Spanish Wooing
- 1911 : The Night Herder
- 1911 : The Right Name, But the Wrong Man
- 1911 : A Frontier Girl's Courage (coréalisateur : Hobart Bosworth)
- 1911 : For His Pal's Sake
- 1912 : The Cowboy's Adopted Child
- 1912 : The Secret Wedding
- 1912 : A Diplomat Interrupted
- 1912 : The Bandit's Mask
- 1912 : The Test
- 1912 : The Little Stowaway
- 1912 : A Mysterious Gallant
- 1912 : A Broken Spur
- 1912 : As Told by Princess Bess
- 1912 : The Shrinking Rawhide
- 1912 : A Crucial Test
- 1912 : The Girl of the Lighthouse
- 1912 : The Epidemic in Paradise Gulch
- 1912 : The Junior Officer
- 1912 : Tenderfoot Bob's Regeneration
- 1912 : Darkfeather's Strategy
- 1912 : The End of the Romance
- 1912 : The Hand of Fate
- 1912 : A Humble Hero
- 1912 : The Lost Hat
- 1912 : Goody Goody Jones
- 1912 : The Captain of the Nancy Lee
- 1912 : The Sheriff of Stoney Butte
- 1912 : For Love, Life and Riches
- 1912 : A White Indian
- 1912 : The Massacre of Santa Fe Trail
- 1912 : At Old Fort Dearborn; or, Chicago in 1812
- 1912 : When Uncle Sam Was Young
- 1912 : Star Eyes' Stratagem
- 1912 : The Sheriff's Adopted Child
- 1912 : A Daughter of the Redskins
- 1912 : A Red Man's Love
- 1912 : A Blackfoot Conspiracy
- 1912 : Trapped by Fire
- 1912 : Big Rock's Last Stand
- 1913 : An Apache Father's Vengeance
- 1913 : Mona of the Modocs
- 1913 : The Song of the Telegraph
- 1913 : The Red Girl's Sacrifice
- 1913 : Owana, the Devil Woman
- 1913 : The Spring in the Desert
- 1913 : An Indian's Gratitude
- 1913 : Apache Love
- 1913 : Mona
- 1913 : The Snake
- 1913 : Darkfeather's Sacrifice
- 1913 : Juanita
- 1913 : The Flame in the Ashes
- 1913 : When the Blood Calls
- 1913 : The Oath of Conchita
- 1913 : A Forest Romance
- 1913 : For the Peace of Bear Valley
- 1913 : The Struggle
- 1913 : Justice of the Wild
- 1913 : An Indian's Honor
- 1913 : Against Desperate Odds
- 1913 : An Indian Maid's Strategy
- 1914 : A Dream of the Wild
- 1914 : Indian Blood
- 1914 : Red Hawk's Sacrifice
- 1914 : The Paleface Brave
- 1914 : The Indian Ambuscade
- 1914 : Indian Fate
- 1914 : An Indian's Honor
- 1914 : The Tigers of the Hills
- 1914 : His Indian Nemesis
- 1914 : The Navajo Blanket
- 1914 : The Fight on Deadwood Trail
- 1914 : Grey Eagle's Last Stand
- 1914 : The War Bonnet
- 1914 : The Bottled Spider
- 1914 : The Coming of Lone Wolf
- 1914 : The Call of the Tribe
- 1914 : The Squaw's Revenge
- 1914 : Brought to Justice
- 1914 : The Gypsy Gambler
- 1914 : Lame Dog's Treachery
- 1914 : The Fate of a Squaw
- 1914 : Defying the Chief
- 1914 : The Indian Agent
- 1914 : Grey Eagle's Revenge
- 1914 : At the End of the Rope
- 1914 : Kidnapped by Indians
- 1914 : The Cave of Death
- 1914 : The Gambler's Reformation
- 1914 : The Fuse of Death
- 1914 : The Moonshiners
- 1914 : The Vanishing Tribe
- 1914 : The Legend of the Amulet
- 1914 : The Vengeance of Winona
- 1914 : The Indian Suffragettes
- 1914 : Priest or Medicine Man?
- 1915 : The Call of the Sea
- 1915 : Falsely Accused
- 1915 : Her College Experience
- 1915 : The Wilful Son
- 1915 : The Western Border
- 1915 : The Son of the Dog
- 1915 : The Rajah's Sacrifice
- 1915 : The Woman, the Lion and the Man
- 1915 : Stanley's Search for the Hidden City
- 1915 : Stanley's Close Call
- 1915 : The White King of the Zaras
- 1915 : Stanley at Starvation Camp
- 1915 : Stanley and the Slave Traders
- 1915 : Stanley Among the Voodoo Worshipers
- 1915 : Stanley in Darkest Africa
- 1915 : The Winning of Jess
- 1917 : The Red Goddess
- 1917 : The Crimson Arrow
- 1917 : The Hidden Danger

### Comme scénariste
- 1911 : The Right Name, But the Wrong Man
- 1911 : The Night Herder
- 1912 : The Cowboy's Adopted Child
- 1912 : A Crucial Test

### Comme acteur
- 1909 : In the Sultan's Power de Francis Boggs
- 1910 : A Cheyenne's Love for a Sioux de Fred J. Balshofer
- 1914 : Black and White
- 1915 : Aladdin Jones
- 1915 : Two Knights of Vaudeville
- 1916 : Her Debt of Honor de William Nigh
- 1916 : The Kiss of Hate de William Nigh
- 1916 : Notorious Gallagher; or, His Great Triumph de William Nigh
- 1916 : Life's Shadows de William Nigh
- 1922 : L'Homme de l'au-delà (The Man from Beyond) de Burton L. King
- 1924 : L'Hacienda rouge (A Sainted Devil) de Joseph Henabery
- 1925 : The Mad Dancer de Burton L. King